# Cauchy-à-la-Tour
Cauchy-à-la-Tour é uma comuna francesa na região administrativa de , no departamento de Pas-de-Calais. Estende-se por uma área de 3,13 km². Em 2010 a comuna tinha 2 783 habitantes (densidade: 889,1 hab./km²).